# Sułkowice (powiat krakowski)
Sułkowice – wieś w Polsce położona w województwie małopolskim, w powiecie krakowskim, w gminie Iwanowice.
W latach 1975–1998 miejscowość należała administracyjnie do województwa krakowskiego.

Integralne części miejscowości: Lubawka, Stara Wieś, Zabrzezie, Zamłynie.
Za 2012 rok sołectwo Sułkowice i władze samorządowe gminy Iwanowice otrzymało nagrodę Super Samorząd przyznawaną przez Fundację im. Stefana Batorego.
Zobacz też: Sułkowice, Sułkowice Drugie, Sułkowice Pierwsze